# Pamela Anderson
Pamela Denise Anderson (Ladysmith, Brit Columbia, 1967. július 1. –) kanadai származású amerikai színésznő, modell és televíziós producer.

## Élete és pályafutása
1989-ben fedezte fel a Labatt kanadai sörgyár egy focimérkőzés alkalmával, ahol a márkát reklámozó pólót viselte. A cég alkalmazásában sört kezdett reklámozni. Nem sokkal később a Playboy címlapjára is felkerült, majd 1990-ben az év playmate-je lett. A férfimagazin borítóján ő szerepelt a legtöbbször: tizennégy alkalommal.
Megjelenését mellplasztikával, illetve kollagéninjekciókkal tette még vonzóbbá, eredetileg barna haját pedig kiszőkítette.
Első komoly televíziós szerepét a népszerű amerikai Házi barkács sorozatban kapta (1991–1993). Befutott sztár C. J. Parker szerepében a Baywatch című sorozatban lett (1992–1997).
1996-ban jelent meg egész estés filmje a Barb Wire – A bosszúálló angyal, mérsékelt sikerrel. Ezt követően saját televíziós sorozatában, a V.I.P. – Több, mint testőrben játszott főszerepet (1998–2002). 2005–2006 között a Felpolcolva című szituációs komédiában szerepelt. Cikkeket ír a kanadai Elle magazinnak, valamint 2003–2004-ben a Stripperella című rajzfilmsorozatban a címszereplő szinkronhangjaként szerepelt.

## Magánélete
1989 óta él Kaliforniában, 2004-ben lett amerikai állampolgár. Két gyermeke van: Brandon (1996) és Dylan (1997). Mindkét gyermekét tervezett otthon szüléssel hozta világra.
2002-ben hozta nyilvánosságra, hogy Hepatitis C-vírussal fertőződött meg, saját tudomása szerint valószínűleg férjével, Tommy Lee-vel közösen használt tetoválótű révén.

## Filmográfia

### Film
| Év   | Magyar cím                                                   | Eredeti cím                                                                         | Szerep                       | Magyar hang   |
| ---- | ------------------------------------------------------------ | ----------------------------------------------------------------------------------- | ---------------------------- | ------------- |
| 1991 |                                                              | The Taking of Beverly Hills                                                         | pomponlány                   |               |
| 1994 | Sárkányvirág                                                 | Snapdragon                                                                          | Felicity                     | Orosz Helga   |
| 1994 | Jó zsaru, rossz zsaru                                        | Raw Justice                                                                         | Sarah                        | Hegyi Barbara |
| 1996 | Meztelen lelkek                                              | Naked Souls                                                                         | Britt                        | Hegyi Barbara |
| 1996 | Barb Wire – A bosszúálló angyal                              | Barb Wire                                                                           | Barb Wire / Barbara Kopetski | Timkó Eszter  |
| 2002 | Scooby-Doo – A nagy csapat                                   | Scooby-Doo                                                                          | önmaga                       |               |
| 2003 | Pauly Shore halott                                           | Pauly Shore Is Dead                                                                 | önmaga                       |               |
| 2003 | Horrorra akadva 3.                                           | Scary Movie 3                                                                       | Becca                        | Mics Ildikó   |
| 2006 | Borat: Kazah nép nagy fehér gyermeke menni művelődni Amerika | Borat: Cultural Learnings of America for Make Benefit Glorious Nation of Kazakhstan | önmaga                       | Balogh Erika  |
| 2007 | Egy szőkénél jobb a kettő                                    | Blonde and Blonder                                                                  | Dee Twiddle                  | Hegyi Barbara |
| 2008 | Superhero Movie                                              | Superhero Movie                                                                     | Láthatatlan lány             | Szabó Gertrúd |
| 2011 |                                                              | Hollywood & Wine                                                                    | Jennifer Mary                |               |
| 2013 |                                                              | Jackhammer                                                                          | grupie                       |               |
| 2015 |                                                              | Connected                                                                           | Jackie                       |               |
| 2016 |                                                              | The People Garden                                                                   | Signe                        |               |
| 2017 |                                                              | The Institute                                                                       | Ann Williams                 |               |
| 2017 | Baywatch                                                     | Baywatch                                                                            | Casey Jean Parker            | Csonka Anikó  |
| 2017 |                                                              | SPF-18                                                                              | Pamela Anderson              |               |
| 2022 |                                                              | 18 & Over                                                                           | Sheriff Rogers               |               |
| 2023 | Pamela közelről (dokumentumfilm)                             | Pamela: A Love Story                                                                | önmaga                       |               |
| 2024 | Az utolsó táncosnő                                           | The Last Showgirl                                                                   | Shelly                       |               |
| 2025 | Csupasz pisztoly                                             | The Naked Gun                                                                       | Beth Davenport               | Sajgál Erika  |

### Televízió
| Év        | Magyar cím                                | Eredeti cím                                               | Szerep                                | Megjegyzések                                              |
| --------- | ----------------------------------------- | --------------------------------------------------------- | ------------------------------------- | --------------------------------------------------------- |
| 1990      |                                           | Charles in Charge                                         | Chris                                 | 1 epizód                                                  |
| 1991      | Egy rém rendes család                     | Married with Children                                     | Cashew                                | 1 epizód                                                  |
| 1991      |                                           | Married People                                            | Terri                                 | 1 epizód                                                  |
| 1991      |                                           | Top of the Heap                                           | Romona                                | 1 epizód                                                  |
| 1991–1997 | Házi barkács                              | Home Improvement                                          | Lisa                                  | visszatérő szereplő (23 epizód)                           |
| 1992      |                                           | Days of our Lives                                         | Cindy                                 | visszatérő szereplő                                       |
| 1992–1997 | Baywatch                                  | Baywatch                                                  | C.J. Parker                           | - főszereplő (77 epizód) - magyar hangja: - Balogh Erika  |
| 1994      | Halj meg velem!                           | Come Die with Me: A Mickey Spillane's Mike Hammer Mystery | Velda                                 | - tévéfilm - magyar hangja: - Csomor Csilla               |
| 1995      |                                           | Baywatch: Forbidden Paradise                              | C.J. Parker                           |                                                           |
| 1997      | A dadus                                   | The Nanny                                                 | Heather Biblow-Imperiali              | 2 epizód                                                  |
| 1998–2002 | V.I.P. – Több, mint testőr                | V.I.P.                                                    | Vallery Irons                         | - főszereplő (88 epizód) - magyar hangja: - Hegyi Barbara |
| 1999      | Futurama                                  | Futurama                                                  | Dixie (hangja)                        | 2 epizód                                                  |
| 2002      | Texas királyai                            | King of the Hill                                          | Cyndi (hangja)                        | 1 epizód                                                  |
| 2003      | Baywatch: Hawaii esküvő                   | Baywatch: Hawaiian Wedding                                | C.J. Parker                           | - tévéfilm - magyar hangja: - Balogh Erika                |
| 2003      |                                           | Less Than Perfect                                         | Vicki Devorski                        | 1 epizód                                                  |
| 2003–2004 | Stripperella                              | Stripperella                                              | Stripperella / Erotica Jones (hangja) | 13 epizód                                                 |
| 2005      | Pimaszok, avagy kamaszba nem üt a mennykő | 8 Simple Rules                                            | Cheryl                                | 2 epizód                                                  |
| 2005–2006 | Felpolcolva                               | Stacked                                                   | Skyler Dayton                         | - 19 epizód - magyar hangja: - Balogh Erika               |
| 2013      |                                           | Package Deal                                              | Dr. Sydney Forbes                     | 4 epizód                                                  |
| 2017      |                                           | Sur-Vie                                                   | Raquel Rose                           |                                                           |

## Magyarul megjelent művei

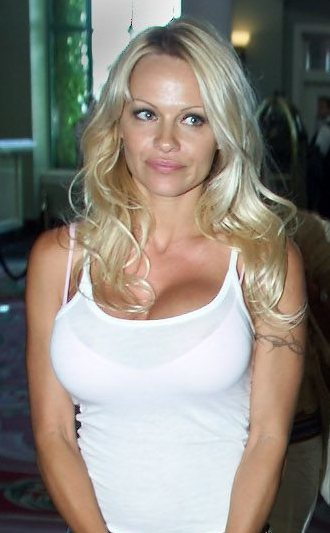
2003-ban

- Star. Szex és Hollywood; ford. Nagy Zsolt; Ulpius-ház, Bp., 2005

## Díjak és jelölések
Golden Globe-díj (2025)
- jelölés: legjobb női főszereplő (filmdráma) – Az utolsó táncosnő

Screen Actors Guild-díj (2025)
- jelölés: legjobb női főszereplő – Az utolsó táncosnő

Arany Málna díj (1997)
- díj: legrosszabb új sztár – Bosszúálló angyal
- jelölés: legrosszabb színésznő – Bosszúálló angyal
- jelölés: legrosszabb páros – Bosszúálló angyal